# Eucalyptus macrandra
Espèce
Répartition géographique
Eucalyptus macrandra, en anglais long-flowered marlock, river yate ou twet, est une espèce de plantes à fleurs de la famille des Myrtaceae. C'est un mallee ou un petit arbre endémique du sud-ouest de l'Australie-Occidentale. Il a une écorce grisâtre et lisse, des feuilles adultes lancéolées, des boutons floraux généralement par groupes de quinze, des fleurs jaune pâle et des fruits allongés en forme de coupe ou de cloche.

## Description
Eucalyptus macrandra est un mallee, parfois un petit arbre, généralement de 2 à 8 mètres de haut. Il forme un lignotuber. Son écorce est lisse, gris pâle à brun clair, parfois avec rugueuse et noirâtre près de la base. Les jeunes plants et la repousse des taillis ont des feuilles vertes ovoïdes brillantes, alternes, longues de 40–70 mm et larges de 15–30 mm. Les feuilles adultes sont aussi alternes, de la même nuance de vert brillant des deux côtés, lancéolées, longues de 55 à 120 mm et larges de 10 à 25 mm, se rétrécissant en un pétiole de 8 à 20 mm.

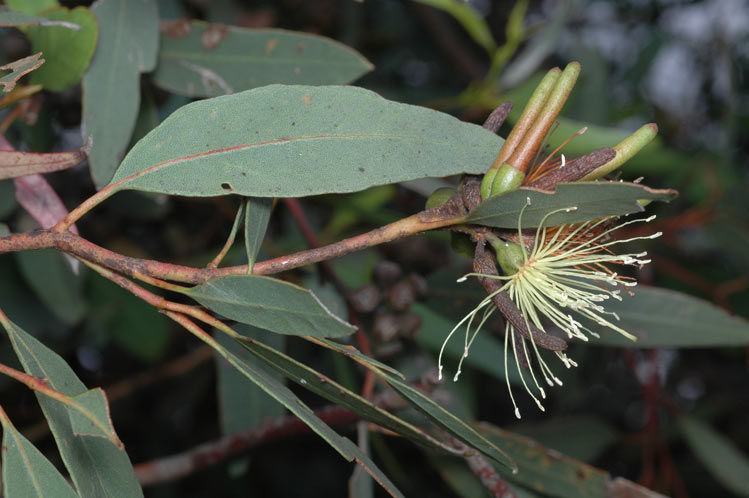
Feuilles, fleurs et boutons.
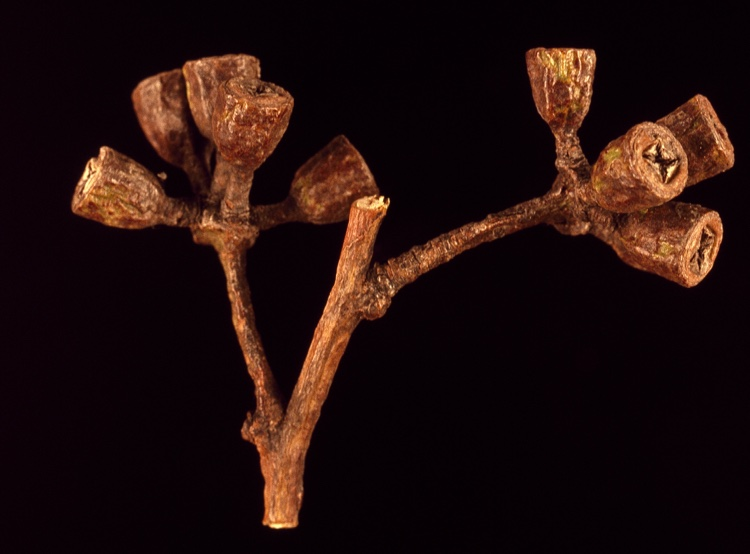
Fruits.

Les fleurs sont disposées à l'aisselle des feuilles en groupes de 13 à 31, généralement quinze, sur un pédoncule aplati et non ramifié de 6 à 26 mm, les boutons individuels sont sur des pédicelles de 1 à 4 mm. Les boutons matures sont longs de 15 à 36 mm et larges de 2 à 7 mm avec un opercule jusqu'à cinq fois plus long que la coupe florale. La floraison a lieu de novembre à décembre ou de janvier à avril. Les fleurs sont vert jaunâtre pâle. Le fruit est une capsule ligneuse allongée en forme de coupe ou de cloche de 6 à 10 mm avec les valves à peu près au niveau de l'extrémité,.

## Taxonomie et dénomination
Eucalyptus macrandra a été formellement décrit pour la première fois en 1867 par George Bentham à partir d'une description non publiée de Ferdinand von Mueller. Le spécimen type a été collecté par George Maxwell (en) « dans les vallées au sud de la chaîne de Stirling jusqu'à Salt River et la chaîne de Phillips » et la description publiée dans Flora Australiensis,. Son épithète spécifique (macrandra) est dérivée des mots grecs anciens makros (μακρός), signifiant «long» et anēr, andros génitif (ἀνήρ, génitif ἀνδρός), signifiant «mâle», en référence à ses longues étamines,.
Le nom twet appartient à la langue Nyungar.
En 1911, Joseph Maiden a réduit l'espèce à une variété sous le nom d'Eucalyptus occidentalis var. macrandra dans son article « Notes on Western Australian eucalypts, including description of new species » dans le Journal of the Natural History & Science Society of Western Australia, mais ce changement de nom n'a pas été accepté par l'Australian Plant Census (en).

## Distribution et habitat
Eucalyptus macrandra se trouve sur des sols variés dans la région au nord d'Albany, surtout dans les plaines fluviales ou les dépressions. On le trouve dans les régions semi-arides du sud-ouest de l'Australie-Occidentale, comme Dryandra Woodland (en) dans l'Avon Wheatbelt et les régions biogéographiques d'Esperance Plains (en) (ESP), de Jarrah Forest (JF) et de Mallee (en) (MAL) ainsi que dans le sud-ouest de l'Australie.

## Statut de conservation
Cet eucalyptus est classé comme « non menacé » par le Département des parcs et de la faune (en) d'Australie-Occidentale.

## Utilisation en horticulture
Eucalyptus macrandra se cultive facilement à partir de graines, mais nécessite un bon drainage et un climat sec et sans gel. Il est utilisé comme bonsaï, comme arbre de rue en banlieue et aussi cultivé en dehors de l'Australie.

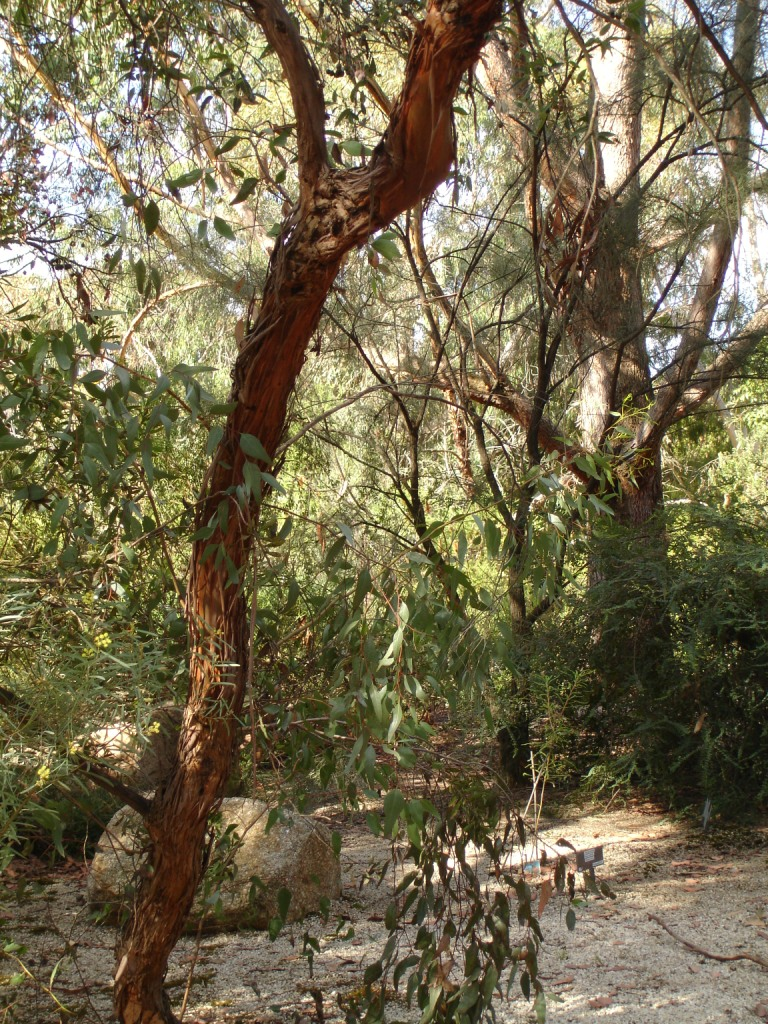
À Melbourne, dans les jardins de Maranoa (en).
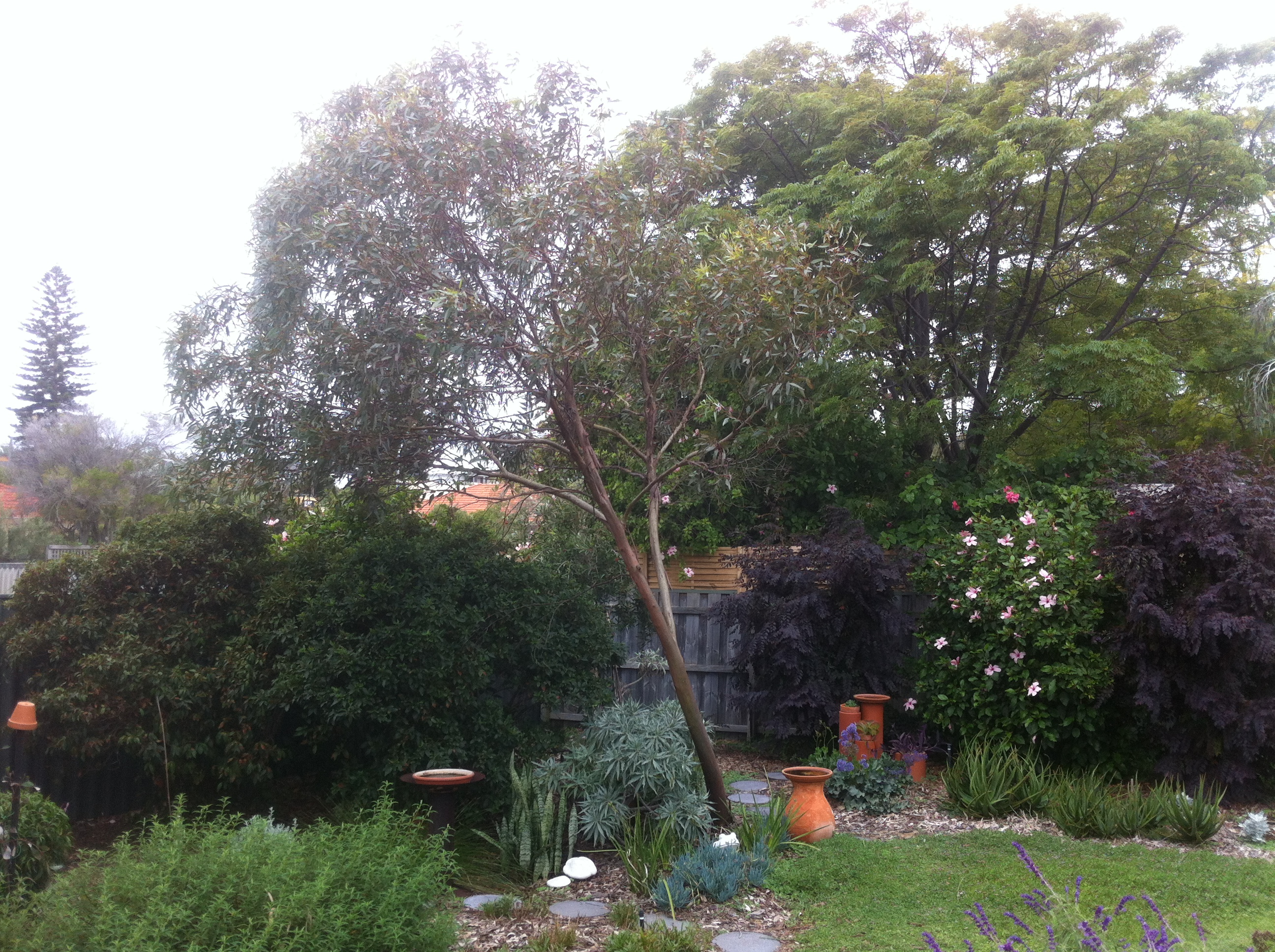
À Perth, dans un jardin privé.